# Distrikt Huayucachi
Der Distrikt Huayucachi liegt in der Provinz Huancayo in der Region Junín in Zentral-Peru. Der Distrikt wurde am 10. November 1857 gegründet. Er besitzt eine Fläche von 14,1 km². Beim Zensus 2017 wurden 10.246 Einwohner gezählt. Im Jahr 1993 lag die Einwohnerzahl bei 7639, im Jahr 2007 bei 8076. Sitz der Distriktverwaltung ist die 3201 m hoch gelegene Kleinstadt Huayucachi mit 6795 Einwohnern (Stand 2017). Huayucachi befindet sich knapp 8 km südsüdwestlich der Provinz- und Regionshauptstadt Huancayo.

## Geographische Lage
Der Distrikt Huayucachi befindet sich im Andenhochland zentral in der Provinz Huancayo. Das Areal liegt im Süden des Ballungsraumes von Huancayo. Der Río Mantaro fließt entlang der westlichen Distriktgrenze nach Süden. Dessen rechter Nebenfluss Río Chanchas bildet die nördliche Distriktgrenze.
Der Distrikt Huayucachi grenzt im Westen an die Distrikte Chongos Bajo und Tres de Diciembre, im Norden an den Huancán, im Osten an den Distrikt Sapallanga sowie im Süden an den Distrikt Viques.

## Ortschaften
Im Distrikt gibt es neben dem Hauptort folgende größere Ortschaften:
- Huamanmarca (3378 Einwohner)